# Acer worleei
Acer worleei é uma espécie de árvore do gênero Acer, pertencente à família Aceraceae.